# Nucetto
Nucetto är en ort och kommun i provinsen Cuneo i regionen Piemonte i Italien. Kommunen hade 410 invånare (2018).